# Gestation pour autrui en droit français
Pour un article plus général, voir Gestation pour autrui.
Depuis les premières lois de bioéthique, promulguées en 1994, la gestation pour autrui est interdite en droit français.
Cependant, depuis juin 2014, les enfants nés à l'étranger de parents intentionnels français peuvent obtenir la nationalité française à la suite d'un arrêt de la Cour européenne des droits de l'homme, décision confirmée en juillet 2015 par la Cour de cassation. En vertu d'un arrêt du 5 juillet 2017 de la Cour de cassation, le père peut par ailleurs obtenir la reconnaissance du lien de filiation en tant que père biologique de l'enfant, tandis que son conjoint ou sa conjointe peut devenir parent par adoption simple.
Ces condamnations de la France ont été complétées par l'avis de la CEDH du 10 avril 2019 qui oblige tous les états du Conseil de l'Europe a reconnaître intégralement la filiation des enfants nés par GPA, et pas simplement le père. Cette décision a été intégrée par la Cour de cassation le 4 octobre 2019 dans la célèbre affaire Mennesson. Les juges français ont transcrit intégralement l'état civil des enfants nés par GPA dans les registres français.
Le Comité consultatif national d'éthique rapporte que la gestation pour autrui est selon ses défenseurs une méthode de procréation médicalement assistée (PMA), mais qu'au contraire selon la jurisprudence de 1991 de l'assemblée plénière de la cour de Cassation elle est une adoption illégale, au regard principalement du principe d’ordre public de l'indisponibilité du corps humain.

## GPA pratiquée en France
La gestation pour autrui et la procréation pour autrui sont regroupées sous le vocable de « maternité pour autrui » interdite en France depuis la décision de la Cour de cassation de 1991 :
« Attendu que, la convention par laquelle une femme s’engage, fût-ce à titre gratuit, à concevoir et à porter un enfant pour l’abandonner à sa naissance contrevient tant au principe d’ordre public de l’indisponibilité du corps humain qu’à celui de l’indisponibilité de l'état des personnes »
— Cass. Ass. plén., 31 mai 1991, pourvoi no 90-20.105, Bull. civ. 1991, no 4, p. 5
Cette jurisprudence a été confirmée en partie par la loi de bioéthique de 1994. L'article 16-7 du Code civil dispose que : « Toute convention portant sur la procréation ou la gestation pour le compte d'autrui est nulle ». L’article 227-12 du Code pénal sanctionne la provocation à l'abandon d'enfant, l'entremise en vue de l'adoption ou en vue de la gestation pour le compte d’autrui. L'article 227-13 du Code pénal sanctionne l'atteinte à l'état civil d'un enfant (simulation d'enfant…).
Mais le principe de l'indisponibilité du corps humain (règle de droit non écrite que la Cour de cassation avait mise en avant) n'a pas été retenu mais remplacé par le principe de la non-patrimonialité du corps humain introduit par l'article 16-1 du Code civil :
« Chacun a droit au respect de son corps. Le corps humain est inviolable. Le corps humain, ses éléments et ses produits ne peuvent faire l'objet d'un droit patrimonial »
— Article 16-1 du Code civil
Un groupe de travail du Sénat consacré à la maternité pour autrui s'est prononcé en 2008 en faveur d'un encadrement strict de la gestation pour autrui en France. Il a considéré que la maternité pour autrui ne pouvait être légalisée qu'en tant qu'instrument au service de la lutte contre l'infertilité, au même titre que les autres techniques d'assistance médicale à la procréation. Ces recommandations, formulées par la majorité des membres du groupe de travail, n'engagent ni la commission des lois, ni la commission des affaires sociales du Sénat.
En revanche, l'Office parlementaire d'évaluation des choix scientifiques et technologiques s'est opposé à la levée de la prohibition de la GPA, en affirmant d'une part que rien ne permettrait de garantir l'absence de rémunération occulte de la mère porteuse, en l'absence de toute possibilité matérielle d'anonymat, et d'autre part qu'aucune étude n'avait été faite sur les conséquences pouvant résulter des pratiques de GPA sur les enfants nés ainsi, ni sur la famille des femmes concernées.
Dans le cadre de la révision des lois de bioéthique, le Conseil d'État a rendu, en mai 2009, un avis préconisant le maintien de l'interdiction de la gestation pour autrui en France, tout en proposant que « la situation juridique des enfants nés à l'étranger par recours à cette pratique soit aménagée, de façon que ceux-ci ne soient pas pénalisés par le fait que leurs parents d'intention ont eu recours à une pratique interdite en France ».

## GPA pratiquée à l'étranger pour des Français
Depuis 2002, les tribunaux ont été saisis à plusieurs reprises par des requérants voulant obtenir la transcription sur les registres d'état civil d'actes de naissance effectués à l'étranger et concernant des enfants nés à la suite d'une GPA. Ainsi, la Cour d'appel de Paris a accepté le 25 octobre 2007 la transcription dans les registres français d'état civil du Service central d'état civil d'un acte de naissance américain, ceci dans l'« intérêt supérieur de l'enfant ». Aux termes de cet arrêt, la filiation transcrite devait alors être celle du géniteur (le père biologique) et de la mère intentionnelle. Cependant, l'arrêt a été cassé par la Cour de cassation le 17 décembre 2008, au motif que le ministère public pouvait se prévaloir d'un intérêt à agir en contestation des transcriptions, la transcription de ces actes étant contraires à la conception française de l'ordre public international (les enfants conservaient alors leurs actes de naissance américains et n'étaient donc pas privés d'état civil).
En 2011, au nom « des principes essentiels du droit français », la Cour de cassation a refusé « de faire produire effet, au regard de la filiation, à une convention portant sur la gestation pour le compte d'autrui ». Deux des couples concernés par cet arrêt ont saisi la Cour européenne des droits de l'homme (affaires Mennesson et Labassée c. France).
La Cour d'appel de Rennes, dans un arrêt rendu en date du 21 février 2012, a confirmé un jugement du Tribunal de grande instance de Nantes, du 17 mars 2011, qui avait ordonné la transcription de l'acte de naissance d'un enfant né à l'étranger, supposément par gestation pour autrui. Le ministère public s'est alors pourvu en cassation.
Une circulaire du ministère de la Justice datée du 25 janvier 2013, dite « circulaire Taubira », a demandé la délivrance d'un certificat de nationalité française pour les enfants nés par gestation pour autrui à l'étranger. Une requête devant le Conseil d'État a été formée contre cette circulaire par plusieurs parlementaires et associations familiales catholiques. Mais le Conseil d'État a débouté la totalité des éléments de cette requête le 12 décembre 2014, en se basant notamment sur l'arrêt du 26 juin 2014 de la CEDH.
En janvier 2014, l'association « Juristes pour l'enfance », qui regroupe avocats, magistrats et universitaires opposés à la reconnaissance de toute forme de GPA, dépose plainte contre X pour alerter la justice française sur la prospection opérée par des entreprises étrangères, notamment américaines, sur le sol français pour offrir des services de gestation pour autrui, pour un montant global d'environ 80 000 euros et un délai moyen de 18 mois. Ces sociétés proposent un certain nombre « d'options », par exemple celle de choisir le sexe de l'enfant. Cette association a également participé au recours déposé en 2013 devant le Conseil d'État contre la « circulaire Taubira », qui rappelle les règles de droit en matière d'établissement de la nationalité française par les enfants nés par GPA. Dans les deux démarches, l'association a été déboutée.
Par les arrêts Mennesson et Labassée c. France, la Cour européenne des droits de l'homme (CEDH) sanctionne Paris pour ne pas avoir reconnu des enfants nés légalement à l'étranger d'une mère porteuse le jeudi 26 juin 2014. Les juges ont conclu qu'étant donné aussi le poids qu'il y a lieu d'accorder à l'intérêt de l'enfant lorsqu'on procède à la balance des intérêts en présence, le droit des enfants au respect de leur vie privée a été méconnu. La France n'a pas contesté cette décision de la Cour européenne des droits de l'homme, qui est donc devenue une décision définitive.
« L'arrêt de la CEDH devrait faire jurisprudence, obligeant tous les pays européens à reconnaître les enfants nés à l'étranger d'une GPA ». Toutefois, « la Cour européenne ne s'est aucunement prononcée sur le choix des autorités françaises d'interdire la gestation pour autrui ». En effet, l'arrêt de la CEDH concerne exclusivement les enfants nés de mères porteuses à l'étranger.
En mai 2015, le tribunal de grande instance de Nantes a condamné le ministère public pour ne pas avoir transcrit sur les registres français les états civils d'enfants nés de mères porteuses à l'étranger. Le ministère public a fait appel. Cependant, le 3 juillet 2015, la Cour de cassation a confirmé, par deux arrêts, l'obligation faite au Service central de l'état civil d'inscrire les actes de naissance du moment que ceux-ci « n'étaient ni irréguliers ni falsifiés et que les faits qui y étaient déclarés correspondaient à la réalité ». C'était en effet les noms du père biologique et de la mère ayant porté l'enfant qui figuraient sur l'acte de naissance, ce qui correspond à la filiation réelle de l'enfant au regard du droit français.
La Cour européenne des droits de l’homme a confirmé la jurisprudence Mennesson et a condamné la France pour son refus de reconnaître des enfants nés en Inde à Bombay par gestation pour autrui, dans le cadre de l'arrêt Foulon et Bouvet c. France du 21 juillet 2016 (arrêt définitif rendu le 21 octobre 2016).
Le 21 septembre 2016, la commission des affaires sociales du Conseil de l'Europe a rejeté la notion de GPA altruiste par 19 voix contre 17, mais a adopté une recommandation par 17 voix contre 14 encourageant les ministres des Affaires étrangères à « mettre en place des lignes directrices sur la GPA » afin de « sauvegarder les droits de l'enfant ».
Le 23 mai 2019, pour la première fois en France, le tribunal de grande instance de Nantes, compétent en matière d’état-civil pour tout le pays, a reconnu la « mère d’intention » d’une enfant née à l’étranger de gestation pour autrui (GPA). L’enfant née d’une mère porteuse à Orlando (Floride) aux États-Unis obtient le droit d’être inscrite sur l’état civil français, avec le nom de son père biologique, citoyen américain, et celui de sa mère d’intention.
En 2019, la CEDH est d’avis qu’un lien de filiation entre l’enfant et la mère d’intention doit pouvoir être établi, mais laisse les États décider du mode le plus adapté à condition qu'il respecte des exigences d'effectivité et de célérité.
Le 4 octobre 2019, par un arrêt d'assemblée plénière, la Cour de cassation énonce que la reconnaissance du lien de filiation entre la mère d'intention et l'enfant doit s'effectuer en privilégiant l'adoption, mais autorise la transcription directe de l'acte de naissance établi à l'étranger et régulier lorsque le recours aux autres moyens de filiation porterait une atteinte disproportionnée à la vie privée des enfants.
La loi n°2021-1017 du 2 août 2021 relative à la bioéthique limite explicitement la transcription d'un acte d'état civil étranger à sa conformité au droit français (article 47 du Code civil). Ainsi, toute convention portant sur la procréation ou la gestation pour le compte d'autrui étant nulle selon l'article 16-7 du Code civil, la transcription d'un acte d'état civil étranger dans une telle situation est limitée au parent biologique 